# Ultima I
Ultima I, connu plus tard sous le nom d’Ultima I: The First Age of Darkness, est un jeu de rôle sur ordinateur, développé par Richard Garriott et publié par California Pacific Computer Co. (en) en 1981. Le jeu est le tout premier de la série de jeux de rôle Ultima.

## Présentation
Ultima I fut l’un des premiers jeux de rôle informatiques commerciaux et le premier à utiliser des cases pour représenter l’environnement. Ce système graphique fut programmé par Ken Arnold, un ami de Richard Garriott. En lui-même, le jeu doit beaucoup à Akalabeth, le premier jeu commercial de Garriott (le code pour l’exploration des souterrains, par exemple, fut totalement réutilisé)..
La première version du jeu fut codée en langage BASIC interprété, avec quelques routines auxiliaires en assembleur, et publiée uniquement pour l’Apple II. Deux ans plus tard, Sierra On-Line porta le code sur la gamme 8-bits d’Atari.
Ultima I fut réédité en 1986 sous le titre Ultima I: The First Age of Darkness, entièrement codé en assembleur, avec de meilleurs graphismes et une jouabilité accrue, et porté sur de nombreux autres systèmes.
Lors de sa conception, le jeu s’appelait Ultimatum, mais ce nom appartenait déjà à un jeu de plateau ; l’éditeur suggéra de raccourcir le titre en Ultima, que Richard Garriott apprécia plus que l’original.

## Scénario
Ultima I présentait une histoire tournant autour de la quête d’une « gemme de pouvoir » appartenant au sorcier maléfique Mondain, qui avait réduit la population de Sosaria en esclavage.
Fait unique dans toute la série des Ultima, le jeu contenait une partie d’arcade, où le joueur devait trouver un vaisseau spatial et participer à un combat dans l’espace.